# 明鏡止水
| ウィキペディアには「明鏡止水」という見出しの百科事典記事はありません（タイトルに「明鏡止水」を含むページの一覧/「明鏡止水」で始まるページの一覧）。 代わりにウィクショナリーのページ「明鏡止水」が役に立つかもしれません。 |